# Robert I de Flandes
Robert I de Flandes. dit Robert el Frisó (~1035 - 13 d'octubre de 1093, castell de Wynendaele), fill segon del comte Balduí V de Flandes i d'Adela de França. Germà petit de Balduí VI de Flandes, va desposseir al fill d'aquest darrer i va esdevenir comte de Flandes de 1071 a 1093.

## Biografia
En la seva joventut va participar a Galícia en l'anomenada Reconquesta, i tempta d'establir-se allí, però fou expulsat pels sarraïns. Una segona temptativa va portar a un naufragi, i Robert va abandonar el projecte. També va fracassar una expedició a Grècia.
Va intervenir a la regió de Frísia cridat pels barons holandesos que s'han revoltat contra la comtessa Gertruda de Saxònia, filla del duc Bernat II de Saxònia i vídua recent del comte de Frísia Occidental, Florenci I de Frísia Occidental (1017 - 1061). El 1063 va aconseguir vèncer als rebels, i Gertruda va acceptar casar-se amb ell i li va confiar la tutela del seu fill Teodoric V d'Holanda sobre el comtat de Frísia Occidental. D'això deriva el seu sobrenom de «Frisó».
Del seu pare va rebre en herència el comtat d'Alost, el país dels Quatre-Oficis (municipis d'Assenede, Boekhoute, Axel i Hulst) i les cinc illes de Zelanda, terres del Sacre Imperi Romanogermànic.
Va prestar jurament de no perjudicar al seu germà gran, Balduí VI de Flandes. Aquest últim, abans de trobar la mort prematurament el 1070, el va designar com a tutor del seu fill gran Arnold III de Flandes. No comptava amb l'ambició de Riquilda d'Hainaut, mare d'Arnold III i tutora d'Hainaut pel seu fill segon Balduí. Va agafar la tutela d'Arnold III i dels feus de Robert, mentre que el comtat d'Holanda fou envaït per Godofreu el Geperut (Godofred III de Baixa Lotaríngia) i el bisbe Guillem d'Utrecht, el qual havia obtingut de l'emperador Frederic I la investidura del comtat. Les tropes loreneses es van apoderar llavors de l'heretatge holandès dels gendres de Robert i van derrotar a aquest a Leiden. Robert es va refugiar amb la seva esposa Gertruda i els seus fills amb el seu cunyat, el duc Ordulf de Saxònia. És allà que Robert va rebre la crida dels flamencs revoltats contra Riquilda. Ordulf de Saxònia li va donar tropes i Robert va entrar a Flandes.
Gant i després Ypres i les ciutats flamenques el van reconèixer. Robert va derrotar a Riquilda i ca aconseguir prendre Lilla. Riquilda va cridar en ajut al rei de França Felip I, qui hi va anar tot i ser ple hivern, i va prendre posició al peu del mont Cassel no lluny de Bavinchove on Robert s'havia parapetat. El 22 de febrer de 1071, Robert i els piquers flamencs van derrotar els francesos. En el transcurs d'aquesta batalla, Riquilda fou feta presonera i el seu fill Arnold III va trobar la mort. Quan perseguia als fugitius, Robert fou capturat pel comte Eustaqui II de Boulogne sent tancat a Saint-Omer, però fou alliberat pels mateixos habitants de la ciutat que, sense advertir-ne el rei de França, el va bescanviar per Riquilda. En represàlia, Saint-Omer fou llavors destrossada i saquejada per Felip I, qui tanmateix va haver de fugir, tement l'arribada del duc de Saxònia. Riquilda, que havia reconegut entretant la sobirania feudal del bisbe de Lieja sobre l'Hainaut, fou definitivament vençuda després de la invasió d'Hainaut per Robert en el moment de la batalla de Brocqueroie, prop de Mons. Robert fou definitivament reconegut per tots com a comte de Flandes i defensor de les llibertats flamenques. Quant a Godofreu el Geperut, va morir assassinat per enviats del comte de Flandes el 20 de febrer de 1076 sense hereu. El gendre de Robert fou llavors restablert a Holanda.
El 1077 Robert el Frisó va associar al càrrec comtal al seu fill gran Robert, que va governar sol el comtat quan el seu pare va efectuar el 1085 un pelegrinatge a Terra Santa. L'absència de Robert el Frisó va durar prop de sis anys, en el transcurs dels quals va anar a Jerusalem i al Mont Sinaí, i va ajudar Aleix I Comnè en la seva lluita contra els búlgars i els sarraïns. Aquest tipus d'expedició prefigurava les Croades, que seran llançades alguns anys només després de la tornada de Robert. El comte portava d'altra banda una carta de crida en ajut d'Aleix Comnè, reconeixent-se fins i tot vassall dels prínceps llatins, carta que va tenir un eco molt ampli.
El 1091 va intentar la restauració del costum que prohibia als eclesiàstics morts a Flandes de testar a favor d'una altra persona que el comte. Fou obligat però a renunciar al projecte enfront de l'amenaça de la seva excomunió per Urbà II al sínode de Reims: va restituir al clergat flamenc els béns que havia agafat i va demanar el seu perdó a Renau (Renauld) del Bellay, l'arquebisbe de Reims. Va obtenir no obstant això (el 1093) el nomenament d'un bisbe a Arras, diferent del de Cambrai.
Va morir l'octubre del mateix any i fou inhumat a l'església de Saint-Pierre de Cassel.

## Ascendència
|  |                             |  |  |  |  |  |  |  |  |  |  |  |  |  |  |  |
|  | Balduí III de Flandes       |  |  |  |  |  |  |  |  |  |  |  |  |  |  |  |
|  |                             |  |  |  |  |  |  |  |  |  |  |  |  |  |  |  |
|  |                             |  |  |  |  |  |  |  |  |  |  |  |  |  |  |  |
|  | Arnold II de Flandes        |  |  |  |  |  |  |  |  |  |  |  |  |  |  |  |
|  |                             |  |  |  |  |  |  |  |  |  |  |  |  |  |  |  |
|  |                             |  |  |  |  |  |  |  |  |  |  |  |  |  |  |  |
|  | Matilde de Saxònia          |  |  |  |  |  |  |  |  |  |  |  |  |  |  |  |
|  |                             |  |  |  |  |  |  |  |  |  |  |  |  |  |  |  |
|  |                             |  |  |  |  |  |  |  |  |  |  |  |  |  |  |  |
|  | Balduí IV de Flandes        |  |  |  |  |  |  |  |  |  |  |  |  |  |  |  |
|  |                             |  |  |  |  |  |  |  |  |  |  |  |  |  |  |  |
|  |                             |  |  |  |  |  |  |  |  |  |  |  |  |  |  |  |
|  | Berenguer II d'Ivrea        |  |  |  |  |  |  |  |  |  |  |  |  |  |  |  |
|  |                             |  |  |  |  |  |  |  |  |  |  |  |  |  |  |  |
|  |                             |  |  |  |  |  |  |  |  |  |  |  |  |  |  |  |
|  | Rozala d'Itàlia             |  |  |  |  |  |  |  |  |  |  |  |  |  |  |  |
|  |                             |  |  |  |  |  |  |  |  |  |  |  |  |  |  |  |
|  |                             |  |  |  |  |  |  |  |  |  |  |  |  |  |  |  |
|  | Wil·la d'Arle               |  |  |  |  |  |  |  |  |  |  |  |  |  |  |  |
|  |                             |  |  |  |  |  |  |  |  |  |  |  |  |  |  |  |
|  |                             |  |  |  |  |  |  |  |  |  |  |  |  |  |  |  |
|  | Balduí V de Flandes         |  |  |  |  |  |  |  |  |  |  |  |  |  |  |  |
|  |                             |  |  |  |  |  |  |  |  |  |  |  |  |  |  |  |
|  |                             |  |  |  |  |  |  |  |  |  |  |  |  |  |  |  |
|  | Sigifred de Luxemburg       |  |  |  |  |  |  |  |  |  |  |  |  |  |  |  |
|  |                             |  |  |  |  |  |  |  |  |  |  |  |  |  |  |  |
|  |                             |  |  |  |  |  |  |  |  |  |  |  |  |  |  |  |
|  | Frederic de Luxemburg       |  |  |  |  |  |  |  |  |  |  |  |  |  |  |  |
|  |                             |  |  |  |  |  |  |  |  |  |  |  |  |  |  |  |
|  |                             |  |  |  |  |  |  |  |  |  |  |  |  |  |  |  |
|  | Hedwiga de Norgau           |  |  |  |  |  |  |  |  |  |  |  |  |  |  |  |
|  |                             |  |  |  |  |  |  |  |  |  |  |  |  |  |  |  |
|  |                             |  |  |  |  |  |  |  |  |  |  |  |  |  |  |  |
|  | Ogiva de Luxemburg          |  |  |  |  |  |  |  |  |  |  |  |  |  |  |  |
|  |                             |  |  |  |  |  |  |  |  |  |  |  |  |  |  |  |
|  |                             |  |  |  |  |  |  |  |  |  |  |  |  |  |  |  |
|  | Robert I de Flandes         |  |  |  |  |  |  |  |  |  |  |  |  |  |  |  |
|  |                             |  |  |  |  |  |  |  |  |  |  |  |  |  |  |  |
|  |                             |  |  |  |  |  |  |  |  |  |  |  |  |  |  |  |
|  | Hug el Gran                 |  |  |  |  |  |  |  |  |  |  |  |  |  |  |  |
|  |                             |  |  |  |  |  |  |  |  |  |  |  |  |  |  |  |
|  |                             |  |  |  |  |  |  |  |  |  |  |  |  |  |  |  |
|  | Hug Capet                   |  |  |  |  |  |  |  |  |  |  |  |  |  |  |  |
|  |                             |  |  |  |  |  |  |  |  |  |  |  |  |  |  |  |
|  |                             |  |  |  |  |  |  |  |  |  |  |  |  |  |  |  |
|  | Hedwiga de Saxònia          |  |  |  |  |  |  |  |  |  |  |  |  |  |  |  |
|  |                             |  |  |  |  |  |  |  |  |  |  |  |  |  |  |  |
|  |                             |  |  |  |  |  |  |  |  |  |  |  |  |  |  |  |
|  | Robert II de França         |  |  |  |  |  |  |  |  |  |  |  |  |  |  |  |
|  |                             |  |  |  |  |  |  |  |  |  |  |  |  |  |  |  |
|  |                             |  |  |  |  |  |  |  |  |  |  |  |  |  |  |  |
|  | Guillem III de Poitiers     |  |  |  |  |  |  |  |  |  |  |  |  |  |  |  |
|  |                             |  |  |  |  |  |  |  |  |  |  |  |  |  |  |  |
|  |                             |  |  |  |  |  |  |  |  |  |  |  |  |  |  |  |
|  | Adelaida d'Aquitània        |  |  |  |  |  |  |  |  |  |  |  |  |  |  |  |
|  |                             |  |  |  |  |  |  |  |  |  |  |  |  |  |  |  |
|  |                             |  |  |  |  |  |  |  |  |  |  |  |  |  |  |  |
|  | Adela de Normandia          |  |  |  |  |  |  |  |  |  |  |  |  |  |  |  |
|  |                             |  |  |  |  |  |  |  |  |  |  |  |  |  |  |  |
|  |                             |  |  |  |  |  |  |  |  |  |  |  |  |  |  |  |
|  | Adela de França (1009-1079) |  |  |  |  |  |  |  |  |  |  |  |  |  |  |  |
|  |                             |  |  |  |  |  |  |  |  |  |  |  |  |  |  |  |
|  |                             |  |  |  |  |  |  |  |  |  |  |  |  |  |  |  |
|  | Bosó II d'Arle              |  |  |  |  |  |  |  |  |  |  |  |  |  |  |  |
|  |                             |  |  |  |  |  |  |  |  |  |  |  |  |  |  |  |
|  |                             |  |  |  |  |  |  |  |  |  |  |  |  |  |  |  |
|  | Guillem I de Provença       |  |  |  |  |  |  |  |  |  |  |  |  |  |  |  |
|  |                             |  |  |  |  |  |  |  |  |  |  |  |  |  |  |  |
|  |                             |  |  |  |  |  |  |  |  |  |  |  |  |  |  |  |
|  | Constància de Provença      |  |  |  |  |  |  |  |  |  |  |  |  |  |  |  |
|  |                             |  |  |  |  |  |  |  |  |  |  |  |  |  |  |  |
|  |                             |  |  |  |  |  |  |  |  |  |  |  |  |  |  |  |
|  | Constança d'Arle            |  |  |  |  |  |  |  |  |  |  |  |  |  |  |  |
|  |                             |  |  |  |  |  |  |  |  |  |  |  |  |  |  |  |
|  |                             |  |  |  |  |  |  |  |  |  |  |  |  |  |  |  |
|  | Folc II d'Anjou             |  |  |  |  |  |  |  |  |  |  |  |  |  |  |  |
|  |                             |  |  |  |  |  |  |  |  |  |  |  |  |  |  |  |
|  |                             |  |  |  |  |  |  |  |  |  |  |  |  |  |  |  |
|  | Adelaida d'Anjou            |  |  |  |  |  |  |  |  |  |  |  |  |  |  |  |
|  |                             |  |  |  |  |  |  |  |  |  |  |  |  |  |  |  |
|  |                             |  |  |  |  |  |  |  |  |  |  |  |  |  |  |  |
|  | Gerberga ?                  |  |  |  |  |  |  |  |  |  |  |  |  |  |  |  |
|  |                             |  |  |  |  |  |  |  |  |  |  |  |  |  |  |  |
|  |                             |  |  |  |  |  |  |  |  |  |  |  |  |  |  |  |

## Descendència
Del seu matrimoni amb Gertruda de Saxònia, va tenir cinc fills:
- Robert II de Flandes, comte de Flandes.
- Adela de Flandes (morta el 1115), casada una primera vegada amb el rei Canut IV de Dinamarca, mare de Carles el Bo, que va ser comte de Flandes. Casada en segones noces amb Roger Borsa, duc de la Pulla i Calàbria (a vegades de les Pulles).
- Gertrudis de Flandes (1080 - 1117), casada amb Enric III de Lovaina (mort el 1095) Comte de Lovaina i de Brussel·les, i després el 1096 amb Teodoric II de Lorena (mort el 1115).
- Felip de Loo, del qual el fill il·legítim Guillem d'Ypres fou pretendent al comtat de Flandes
- Ogiva, abbadessa de Messines.